# Joel de la Fuente
Joel de la Fuente (New Hartford (New York), 21 april 1969) is een Amerikaans acteur.
De la Fuente is het meest bekend van zijn rol als forensisch onderzoeker Ruben Morales in de televisieserie Law & Order: Special Victims Unit waar hij in 53 afleveringen speelde.

## Biografie
De la Fuente werd geboren in New Hartford (New York) (een dorp in Oneida County (New York)), maar groeide op in Evanston (Illinois). Hij volgde de high school aan de North Shore Country Day School in Winnetka en haalde in 1987 zijn diploma. Hierna ging hij studeren aan de Brown-universiteit in Providence (Rhode Island) en haalde in 1991 zijn bachelor of arts in theater. Hij haalde in 1994 zijn master of fine arts aan de New York-universiteit in New York.
De la Fuente is getrouwd met waaruit een kind heeft.

## Filmografie

### Films
Uitgezonderd korte films.
- 2022 Master - als Lam
- 2021 The Same Storm - als John Park
- 2018 Red Sparrow - als Amerikaanse senator
- 2015 Ava's Possessions - als Escobar
- 2014 Julia - als dr. Lin
- 2012 Forgetting the Girl – als Derek
- 2011 Brief Reunion – als Aaron
- 2011 The Adjustment Bureau – als hulpverlener van Thompson
- 2009 The Greatest – als dokter van Allen
- 2009 Tajing Chance – als kaartverkoper
- 2008 The Happening – als makelaar
- 2007 Goodbye Baby – als adviseur
- 2006 Drift – als George Sawyer
- 2005 Heights – als ex van Benjamin
- 2005 Homecomming – als Chad
- 2004 From Other Worlds – als vreemdeling
- 2002 Personal Velocity: Three Portraits – als Thavi Matola
- 1998 Return to Paradise – als Mr. Doramin
- 1998 Brave New World – als assistent van Mustapha
- 1997 When the Cradle Falls – als Bil Avila
- 1995 Roommates – als Toby

### Televisieseries
Uitgezonderd eenmalige gastrollen.
- 2023 - 2024 The Walking Dead: Daryl Dixon - als Losang - 6 afl.
- 2023 - 2024 My Adventures with Superman - als stem - 9 afl.
- 2022 The Mysterious Benedict Society - als Cannonball - 2 afl.
- 2022 Marvel's Wastelanders: Wolverine - als Ogun - 2 afl.
- 2022 Devils - als Cheng Liwei - 8 afl.
- 2021 Power Book III: Raising Kanan - als Crisanto Peralta - 2 afl.
- 2018 - 2020 Manifest - als dr. Brian Cardoso - 2 afl.
- 2015 - 2019 The Man in the High Castle - als inspecteur Kido - 40 afl.
- 2017 - 2019 Madam Secretary - als president Datu Andrada - 3 afl.
- 2013 - 2015 Hemlock Grove – als dr. Johann Pryce – 28 afl.
- 2002 – 2011 Law & Order: Special Victims Unit – als forensisch onderzoeker Ruben Morales – 52 afl.
- 2007 All My Children – als Seamus Wong – 4 afl.
- 2001 – 2002 100 Centre Street – als Peter Davies – 12 afl.
- 1997 ER – als medisch student Ivan Fu – 2 afl.
- 1996 High Incident – als rechercheur Aquino – 3 afl.
- 1995 – 1996 Space: Above and Beyond – als luitenant Paul Wang – 23 afl.
- 1992 ABC Afterschool Specials – als Quan Kim Thanh – 3 afl.

### Computerspellen
- 2011 Homefront – als Hopper Lee
- 2005 The Warriors – als mensen van New York

- Library of Congress Control Number: no2005108601
- Virtual International Authority File: 61287944
- WorldCat: E39PBJbRpwdqJwyjrxFY48CxXd